# Lochplatte (Halbzeug)

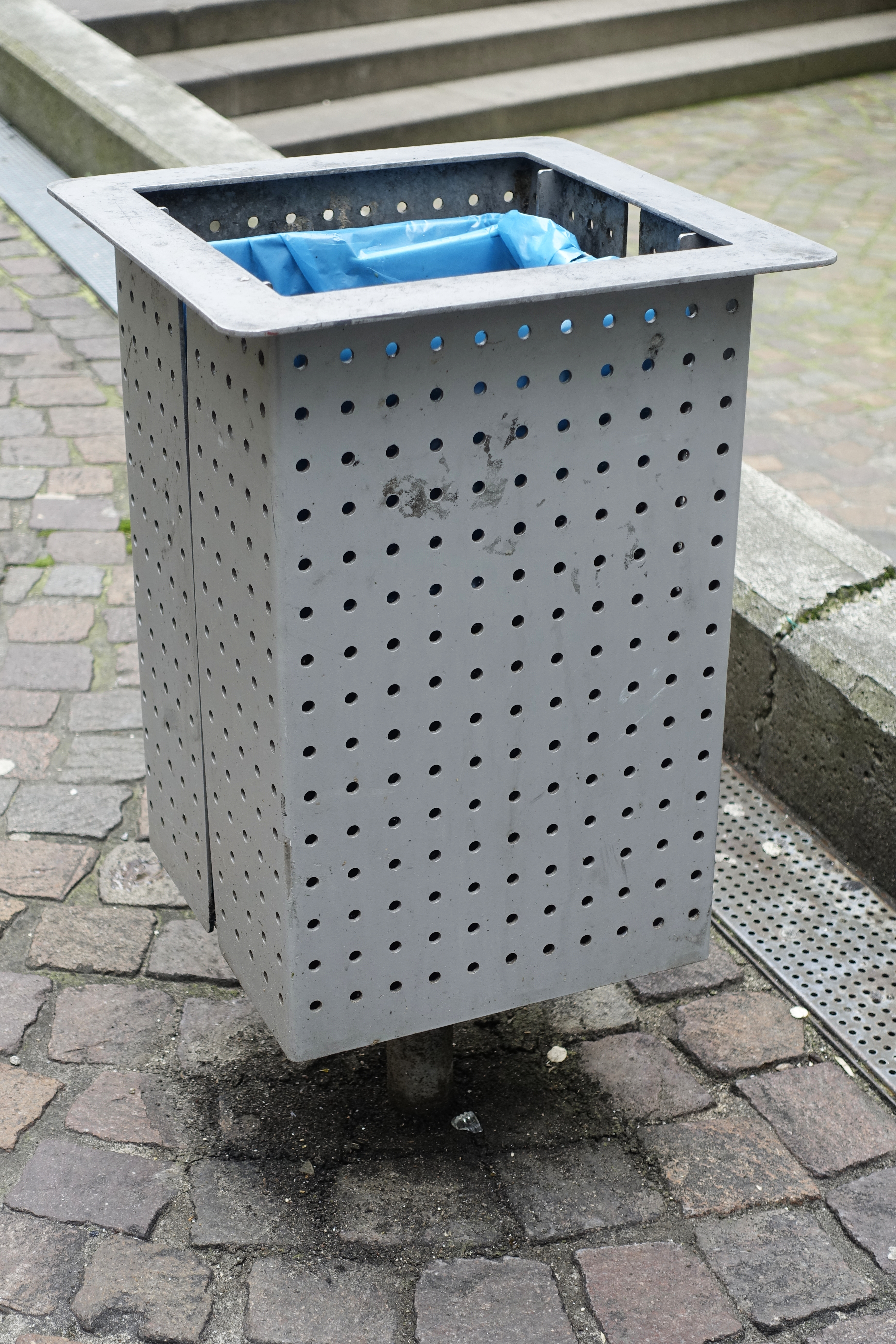
Abfalleimer und Rinnsteinabdeckung aus unterschiedlichen Lochblechen

Lochplatten sind gelochte Bleche, die als Halbzeug vielfältige Verwendung finden. Lochplatten werden in erster Linie aus Metallen wie Stahl, verzinktem Stahl, Aluminium und Edelstahl gefertigt, seltener aus Kunststoffen.
Die Löcher werden bei Metallplatten ausgestanzt, wobei die Stanzbutzen (Bunzen) als Abfall verbleiben. 
Lochplatten werden überwiegend mit konstruktiver Funktion eingesetzt, dienen wie Streckmetalltafeln häufig aber auch dekorativen Zwecken.

## Definition
Der Begriff Lochplatte bezieht sich auf die DIN 4185-2 und DIN 24041, welche die Begriffe „Lochblech“ und „gelochtes Blech“ ablöste. Hersteller verwenden jedoch weiterhin vorrangig den Begriff „Lochblech“. Eine Lochplatte nach DIN bezeichnet eine Platte (Blech, Tafel etc.), die durch Stanzen, Perforieren oder Bohren gleichartige Öffnungen (Löcher) in regelmäßiger Anordnung erhält.

## Anwendung
Lochbleche sind translucent, d. h. sie lassen Licht durchscheinen, schirmen aber vor Blicken ab. 
Sie werden vielfach als gestalterische Elemente in der Architektur, Innenarchitektur und im Gebrauchsdesign verwendet, z. B. als Ausfüllung von Treppengeländern.
Robustes Stadtmobiliar wird öfter aus Lochblech gefertigt, wodurch es weniger massiv wirkt als Objekte aus ungelochtem Material.
Auch Sitzmöbel in Flughäfen und Bahnhofshallen beispielsweise erhalten häufig Sitzschalen und Rückenlehnen aus gelochtem Stahl, was auch dem Brandschutz zugutekommt. 
Warenkörbe und Regale aus Lochblech werden im Einzelhandel eingesetzt, da die Stabilität des Materials eine lange Lebensdauer der Ladeneinrichtung garantiert.
In der Lagerwirtschaft werden Lochbleche eingesetzt, da in Hochregallagern stabile und maßgenaue Behälter gebraucht werden. 
Auch beim Sieben, Klassieren, Filtern oder Dosieren werden Lochbleche eingesetzt: als Siebe, Raster oder Schüttelböden trennen sie Trockenschüttgüter wie Kies, Straßenbaumaterial, Erz, Koks, Kartoffeln, Getreide, Saatgut usw. nach Qualität und Größe. In Schleudern und Zentrifugen filtern und scheiden Lochbleche flüssige Produkte unterschiedlicher Konsistenz voneinander.
Gelochte Blechplatten werden als Nagelplatte, Lochblech oder Lochband als Verbinder eingesetzt, insbesondere im Holzbau.
Weiterhin fungieren Lochbleche als Schallschutzwände etwa an Autobahnen, in Fabrikhallen oder Büros.
Insbesondere als Lüftungsgitter werden sie angewendet im Fahrzeug-, Maschinen- und Apparatebau. Durch das Lüftungsgitter wird ein Überhitzen des Motors oder der Maschinenteile verhindert, gleichzeitig dienen sie dem Schutz vor äußeren Einflüssen.

## Herstellungsverfahren
Grundsätzlich werden Lochbleche entweder in Großserie vom Coil, aus Tafeln oder als Einzelauftrag mit Sonderabmessung gefertigt.
Im Wesentlichen werden folgende Herstellungsverfahren genutzt:

### Breitpresse
Ein Werkzeug, so breit wie die/das zu lochende Tafel/Band, locht mit einem Hub eine gesamte Lochreihe. Es gibt auch mehrreihige Werkzeuge, die mit einem Hub mehrere Reihen gleichzeitig lochen. Geeignet für große Stückzahlen mit gleichem Lochbild. Bei Werkzeugen mit Einzelstempelsteuerung ist auch die Erzeugung von Mustern und Konturen möglich.

### Streifenpresse
Ein Werkzeug, das nur abschnittweise die Lochungen vornimmt. Das Werkzeug kann zwar mehrere Stempel aufweisen, locht aber nicht ganze Reihen, sondern im Normalfall nur einzelne Löcher (oder Lochgruppen). Geeignet für Sonderlochungen mit geringen Stückzahlen und für schwierige Lochungen, z. B. in dickem Material.

### Stanzautomat
Ein Spezialwerkzeug übernimmt die computergesteuerte Lochung. Mit dieser Methode sind komplexe Lochbilder möglich. Geeignet für geringe Stückzahlen mit schwierigen Lochungen.

### Walzenperforation
Heute nur selten genutzte Methode. Dabei drückt eine geformte Walze die Löcher in das Material. Geeignet für Mikroperforation.

### Lasern / Wasserstrahlschneiden / Brennschneiden
Bei sehr harten oder sehr dicken Werkstoffen, die sich nicht mehr stanzen lassen, werden die Löcher mittels Laser usw. ins Material gebracht. Diese Methode ist die langsamste und teuerste Lösung. Geeignet für geringe Stückzahlen.

## Weiterbearbeitungsverfahren
Nach dem Stanzprozess werden die einzelnen Bleche mit Hilfe einer Richtmaschine wieder plan. Danach gibt es laut DIN 8580 verschiedene Bearbeitungsverfahren:
- Umformung durch Tiefziehen, Drücken, Stauchen, Biegen, Runden, Abkanten, Profilieren, Bördeln
- Zuschneiden mit Scheren, Stanzen, Sägen oder Laserstrahl-, Plasma- oder Brennschneider
- Bohren, Fräsen und Schleifen zur spangebenden Formung
- Behandlung der Oberfläche durch Bürsten, Beizen, Entfetten, Polieren, Sandstrahlen
- Nieten, Schrauben, Bördeln, Falzen, Kleben, Clinchen, Schweißen oder Löten, um das Blech zu fügen
- Im letzten Schritt kann die Beschichtung oder das Überziehen durch Tauch- oder Spritzlackieren, Pulverbeschichtung, Galvanisieren, Feuerverzinken, Emaillieren, Gummieren, Bekleben oder Eloxieren erfolgen.

## Lochformen

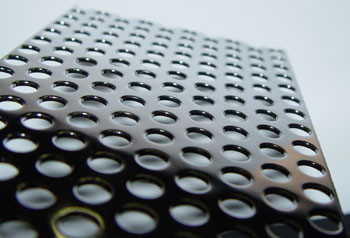
Lochblech mit Lochung Rv5-8

In Deutschland sind Lochplatten genormt nach DIN 24041. Sie umfasst alle Lochformen und hat im Dezember 2002 
mit ihrer Ausgabe DIN 24041:2002-12 die folgenden früheren Normen ersetzt:
- DIN 24041 (Rundlochungen)
- DIN 24042 (Quadratlochungen) und
- DIN 24043 (Langlochungen).

Das RAL-Gütezeichen RAL-GZ 615 definiert Anforderungen (Maße, Toleranzen etc.) an Lochbleche und Coils aus warmgewalztem Stahl mit einer Zugfestigkeit bis zu 500 N/mm².
Man unterscheidet folgende Lochformen (in Klammern die jeweilige Abkürzung aus DIN 24041):
- Rundlochung
  - in geraden Reihen (Rg)
  - in diagonal versetzten Reihen (Rd)
  - in um 60° versetzten Reihen (Rv)
- Quadratlochung
  - in geraden Reihen (Qg)
  - in diagonal-versetzen Reihen (Qd)
  - in versetzen Reihen (Qv)
- Langlochung
  - in geraden Reihen (Lg)
    - mit eckigen Löchern (Lge)

  - in versetzen Reihen (Lv).

Daneben sind weitere Formen möglich, wie:
- Sechsecklochung
- Zierlochung
- Sonderlochungen (siehe auch Gitter).

Lochform und Anordnung der Löcher zueinander bestimmen den Wirkungsgrad. So besagt z. B. „Lochung Rv5-8“, dass es sich um eine Rundlochung mit versetzter Anordnung handelt. Der Lochdurchmesser beträgt 5 mm und der Abstand von Lochmitte zu Lochmitte 8 mm (= 3 mm breiter Steg zwischen den Löchern).

## Qualitätsmerkmale
Je nach Verwendungszweck ergeben sich unterschiedliche Qualitätsanforderungen an das Lochblech. Folgende Kriterien kommen in Betracht:
- Einhaltung vorgegebener Toleranzen
- Planheit der Lochplatte
- Exaktheit des Lochmusters
- Genauigkeit der Weiterverarbeitungsstufen.

Grundsätzlich sind diese Qualitätsmerkmale durch DIN 24041 festgelegt.